# William Lewis Dayton
William Lewis Dayton (ur. 17 lutego 1807, zm. 1 grudnia 1864 w Paryżu) – amerykański prawnik i polityk. W latach 1842–1851 z ramienia Partii Wigów reprezentował stan New Jersey w Senacie Stanów Zjednoczonych. Był kandydatem Partii Republikańskiej na wiceprezydenta Stanów Zjednoczonych w wyborach w 1856 roku. W 1861 roku został amerykańskim ambasadorem we Francji. Zmarł w Paryżu 1 grudnia 1864 roku.